# Lovagny
Lovagny is een gemeente in het Franse departement Haute-Savoie (regio Auvergne-Rhône-Alpes). De plaats maakt deel uit van het arrondissement Annecy. Lovagny telde op 1 januari 2022 1.297 inwoners.

## Geografie
De oppervlakte van Lovagny bedroeg op 1 januari 2022 5,55 vierkante kilometer; de bevolkingsdichtheid was toen 233,7 inwoners per km².

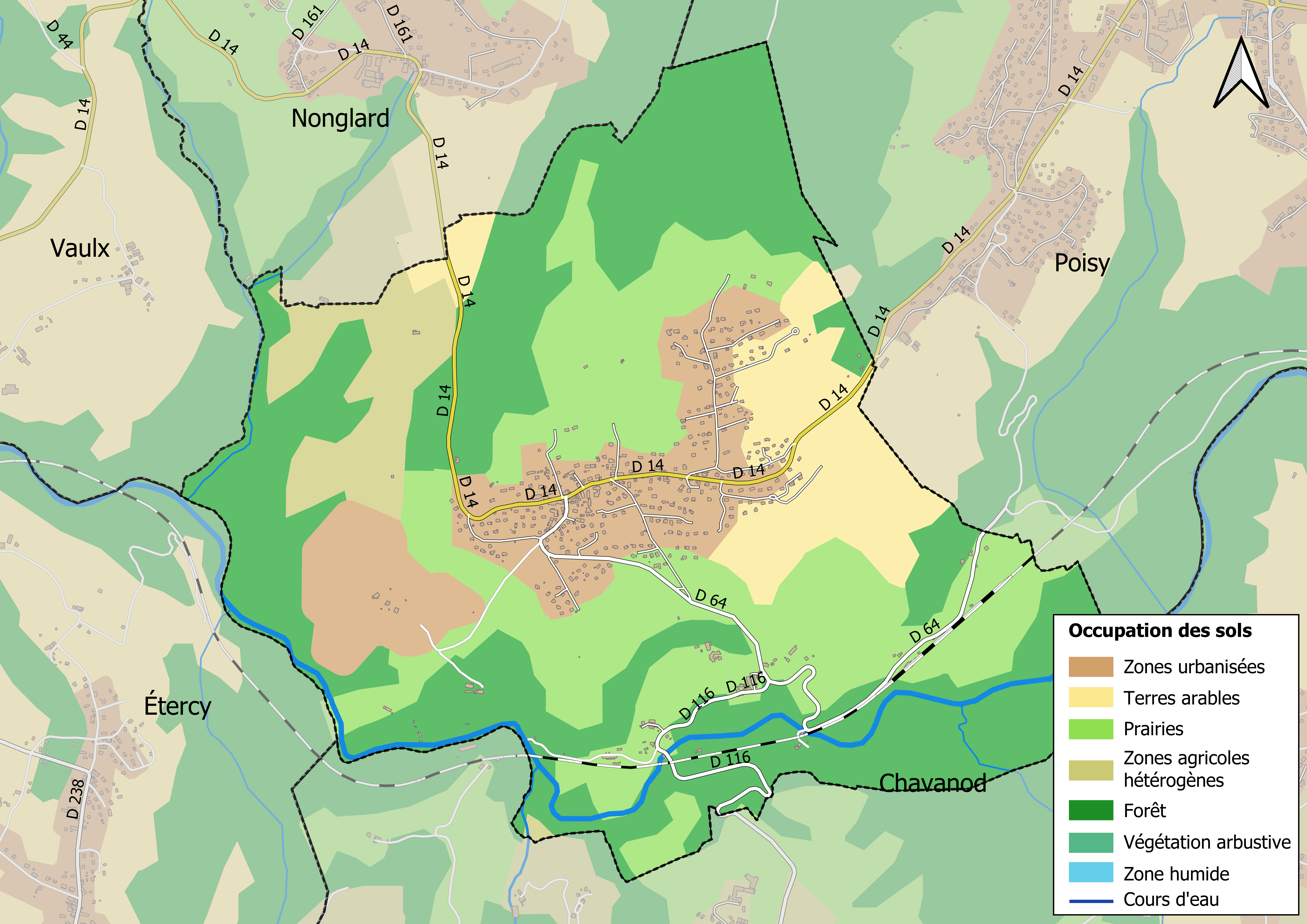
Kaart van de gemeente met de belangrijkste infrastructuur, bodemgebruik en omliggende gemeenten

## Bezienswaardig
- Kasteel van Montrottier

## Demografie
Onderstaande figuur toont het verloop van het inwonertal (bron: INSEE-tellingen).